# Boubacar Barry
Boubacar Barry (Abiyán, Costa de Marfil, 30 de diciembre de 1979) es un exfutbolista marfileño. Jugaba en la posición de portero y fue profesional entre 1998 y 2019.

## Selección nacional
Ha sido internacional con la selección de fútbol de Costa de Marfil desde el año 2000, jugando 86 partidos. También participó con la selección en las Copas Mundiales de 2006 y 2010 y 2014.
El 1 de junio de 2014, luego de haber sido incluido en la lista preliminar en mayo, Barry fue ratificado en la nómina definitiva de 23 jugadores que representarán a su país en la Copa Mundial de Fútbol de 2014, haciendo de esta la tercera ocasión en la que disputará el torneo.
El 8 de febrero de 2015, Barry, consigue convertir la pena máxima decisiva que le da la Copa de África a Costa de Marfil frente a Ghana.

### Participaciones en Copas del Mundo
| Mundial                        | Sede      | Resultado    |
| ------------------------------ | --------- | ------------ |
| Copa Mundial de Fútbol de 2006 | Alemania  | Primera fase |
| Copa Mundial de Fútbol de 2010 | Sudáfrica | Primera fase |
| Copa Mundial de Fútbol de 2014 | Brasil    | Primera fase |

### Participaciones en la Copa Africana de Naciones
| Copa                           | Sede              | Resultado        |
| ------------------------------ | ----------------- | ---------------- |
| Copa Africana de Naciones 2002 | Mali              | Primera fase     |
| Copa Africana de Naciones 2008 | Ghana             | Semifinal        |
| Copa Africana de Naciones 2010 | Angola            | Cuartos de final |
| Copa Africana de Naciones 2015 | Guinea Ecuatorial | Campeón          |

## Clubes
| Club                | País            | Año       |
| ------------------- | --------------- | --------- |
| ASEC Mimosas        | Costa de Marfil | 1998-2001 |
| Stade Rennais F. C. | Francia         | 2001-2003 |
| K. S. K. Beveren    | Bélgica         | 2003-2007 |
| K. S. C. Lokeren    | Bélgica         | 2007-2017 |
| Oud-Heverlee Leuven | Bélgica         | 2017-2019 |

## Palmarés

### Campeonatos internacionales
| Título                    | Club                         | País              | Año  |
| ------------------------- | ---------------------------- | ----------------- | ---- |
| Copa Africana de Naciones | Selección de Costa de Marfil | Guinea Ecuatorial | 2015 |